# CAANOO
CAANOO는 게임파크 홀딩스 GP2X Wiz의 후속 기기이다. 그동안 GP2X 사용자 커뮤니티에서 후속 기기와 관련한 소문이 돌다가 2010년 2월, 정식 공개 이전에 잠시 열렸던 FunGP 개발자센터의 개발 가이드 문서 내용에서 후속 기종인 N35라는 코드네임 형태로 밝혀졌으며 공식 명칭은 Caanoo로 결정되었다.
플레이아시아와 게임조선에 따르면 2010년 8월 발매 예정이며 <혈십자 FW> 이외의 30여 종의 타이틀을 함께 선보일 예정이라 한다.
2010년 7월 21일 기준으로 GPH에서 오픈한 공식 티저 사이트에 따르면 7월 30일에서 8월 10일까지 예약 판매를 진행하였으며 8월 18일 론칭쇼와 함께 배송 시작 및 정식 발매되었으며 앱스토어와 커뮤니티 역할을 하는 FunGP도 오픈하였다.
그러나 전작인 GP2X Wiz와 마찬가지로 소프트웨어 부족으로 1년만에 단종되었다. 그리고 이것이 게임파크의 마지막 게임기이다.

## 사양
- CPU - Pollux 533Mhz(ARM926EJ CPU Core + 3D Core)
- RAM - 128MB DDR SDRAM
- OS - Linux Kernel 2.6.24
- 화면 - 3.5인치 LCD (320*240), 24비트(1600만) 컬러
- 사운드 - WM1800 (wolfson microelectronics)
- 네트워크 - Wi-Fi (외장)
- USB - device 2.0/host 2.0
- 외장 메모리 - SD/SDHC 카드, USB 이동식 디스크
- 아날로그 조이스틱
- G 센서 : Motion detection, x/y/z input, tab detection
- 진동 모터(haptic technology include) Left/Right (2EA)
- 크기 - 146 (w) × 70 (h) × 18.5 (d) mm
- 무게 - 136g
- OpenGL 1.1 H/W 가속지원, OpenAL(openal-soft-1.11.753)지원
- 비디오: Mpeg4, Xvid, Divx (AVI)
- 오디오: WAV, OGG, MP3
- 사진: JPEG, BMP, GIF, PNG
- 전자책: TXT
- TV출력 : NTSC, PAL
- MIC
- 이어폰 : 3.5파이
- 그 외 : 24PIN TTA Port

## 게임
- 아래 게임 리스트는 GPH의 정식 발매 타이틀만 포함한다.

### 동시 발매 (8월 17일)
- 리드모스 (도그마G, 리듬액션, WiFI지원/터치지원/진동지원)
- 돌려라! 파티쉐 (도그마G, 퍼즐)
- 디어사이드3 (비트메이지, 어드벤처)
- 신검의 전설 : LIAR (비트메이지, RPG)
- 프로피스 (도그마G, 퍼즐, 터치지원)
- 정식 라이센스 고전 게임 16종 (장르 다수)

### 2010년 발매
10월
- PGM 2010 (투엘컴퍼니, 스포츠 시뮬레이션) : 8일 발매, 동시 발매 예정이었으나 연기
- 말랑말랑 사천성 (선피니티, 퍼즐, 터치지원) : 28일 발매

12월
- 벨제비트의 저주 (블루인터렉티브, 호러 어드벤처, 터치지원) : 21일 발매
- 드래곤 헌터 (이루고, 액션 RPG, 터치 지원) : 21일 발매
- 월드 범퍼카 배틀럼블 (비트메이지, 액션 레이싱, WiFi지원/진동지원) : 27일 발매
- 혈십자 : 퍼스트 컨택트 (별바람 스튜디오, 격투, WiF지원/진동지원) : 30일 발매

### 2011년 발매
1월
- 퀘스트 마스터 (도리게임즈, 3D 액션 RPG)

2월
- 위즈파티 (투지플러스, 파티게임, WiFi지원/터치지원/진동지원)

3월
- 판타지 한자 정복 (리버트론, 3D 교육용 퍼즐)

5월
- 색종이 왕자 아레스 (유소프테이션, 어드벤처)

### 발매되지 못한 게임들
2011년 GPH가 가치사슬 프로젝트 개발사로 선정되어 발매될 예정이었지만 나오지 못했다.
- 더 로드 오브 스워드 (엔픽소프트, 3D 액션 RPG)
- S라인 다이어트 (게임토일렛, 경영 시뮬레이션)
- 강행돌파2 : 만월의 공주 (도그마G, 3D 액션 RPG)
- 그녀의 기사단 : 강행 돌파 (별바람 크리처스, 액션 RPG)
- 드림메어 (3D 액션 RPG)
- 피겨스케이팅 퀸 (모바일버스, 육성 시뮬레이션, 터치지원)
- Arcana Tarot (게임어바웃, 복합 장르)
- 엄마 타이쿤 (이루고, 육성 시뮬레이션)
- 허슬당구2 (비투소프트, 3D 당구, WiFi지원/터치지원/진동지원)
- 강행돌파 : 어둠의 군주 (도그마G, 액션, 진동지원)

## GP2X Wiz와의 차이점
- G 센서의 추가
- 진동 모터의 추가
- 메뉴 UI의 변경
- ini 파일 구성의 변경 (그룹 개념이 추가되어 일반 애플리케이션과 게임을 구별하며, Title이라는 새로운 개념이 추가되었다)
- RAM이 64MB에서 128MB로 늘어남
- 디스플레이가 기존 2.8인치 AMOLED(QVGA) 16비트에서 3.5인치 LCD(QVGA)로 24비트로 변경
- 배터리가 교체 가능한 착탈식에서 내장형으로 변경
- D-Pad가 아날로그 조이스틱으로 변경[2]
- USB Host 포트의 추가
- 볼륨 조절 버튼이 기존의 버튼(디지털)방식에서 슬라이드(아날로그)방식으로 변경
- 부팅시간 단축 (Wiz 23.xx초, Caanoo 9.xx초)
- 사운드코덱 칩 변경 (cirrus logic -> wolfson)
- EABI[3] toolchain 지원 (기존 위즈는 OABI방식으로 카누용으로 코드 재사용시 새롭게 배포되는 툴체인으로 재빌드 필요)

## 인용
1. ↑  http://news.gamechosun.co.kr/article/view.php?no=67700%5B깨진+링크(과거+내용+찾기)%5D : 게임조선 '[E3 2010] 게임파크홀딩스, 신형 휴대게임기 ‘카누’ 깜짝 공개'
2. ↑  아날로그 조이스틱으로 변경되어 기존의 키값(8방향)이 아닌 좌표값(x,y)으로 처리되므로 프로그램 구현시 이에 따른 input 처리 루틴 변경 필요함.
3. ↑  EABI에 대한 자세한 내용은 http://wiki.kldp.org/wiki.php/AndroidPortingOnRealTarget/ko#s-3.1.1 참조

## 같이 보기
- GP2X
- GP2X 위즈
- Dingoo A320